# Famille Catti
 (mai 2025).
Motif : Rien de notoire
- Archive Wikiwix
- Bing
- Cairn
- DuckDuckGo
- E. Universalis
- Gallica
- Google
- G. Books
- G. News
- G. Scholar
- Persée
- Qwant
- (zh) Baidu
- (ru) Yandex
- (wd) trouver des œuvres sur Wikidata

| 1. | Préciser le motif de la pose du bandeau. | Précisez le motif de la pose du bandeau en utilisant la syntaxe suivante : {{admissibilité à vérifier\|date=mai 2025\|motif=remplacez ce texte par le motif}}                      |
| 2. | Informer les utilisateurs concernés.     | Pensez à avertir le créateur de l'article, par exemple, en insérant le code ci-dessous sur sa page de discussion : {{subst:avertissement admissibilité à vérifier\|Famille Catti}} |

La famille Catti est une famille patricienne de Venise.

## Histoire

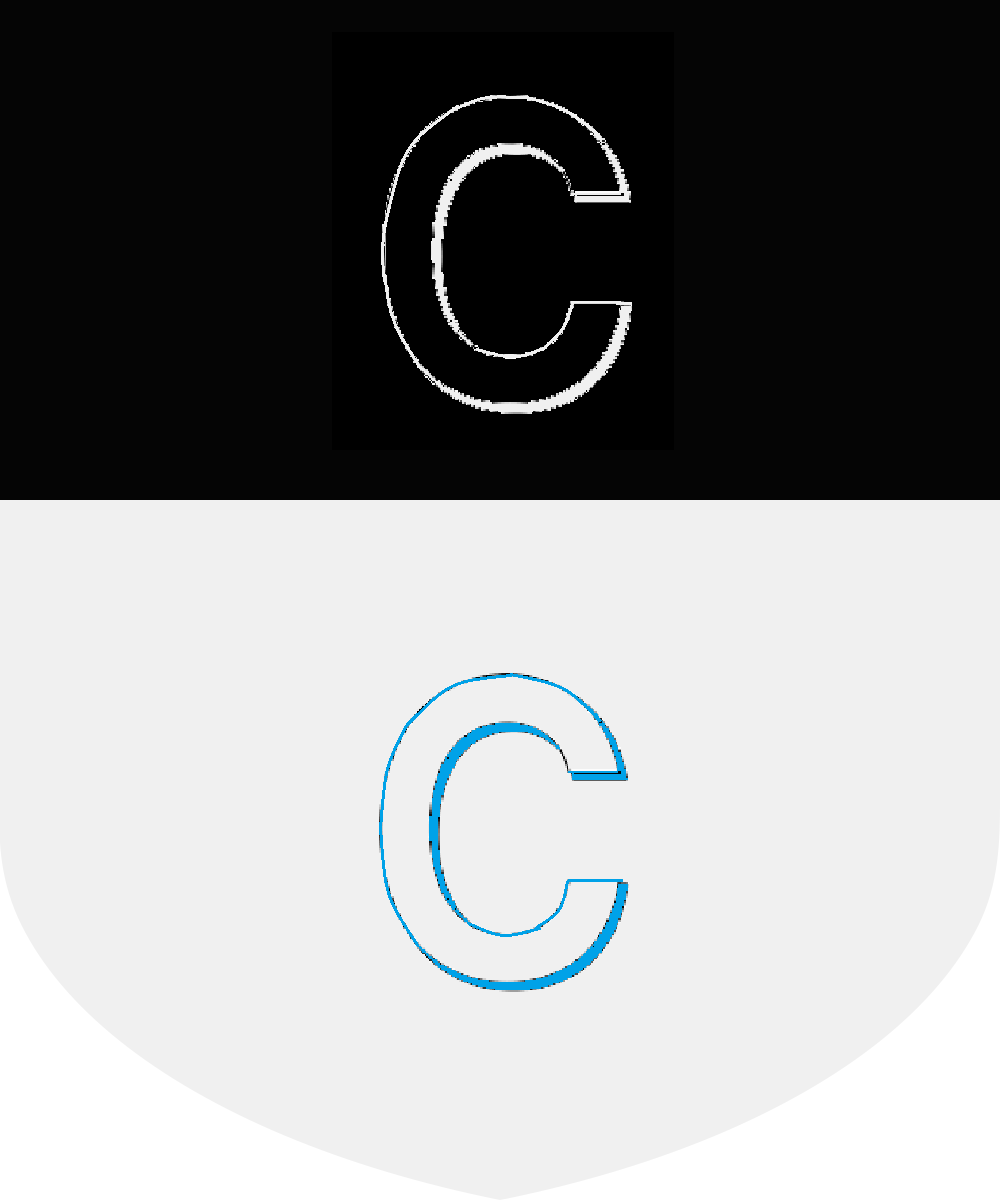
Armes des Catti

Originaire d'Allemagne, la famille Catti est venu faire du négoce dans la Cité des Doges dès 1508.
En 1646, ses membres payèrent la taxe de guerre de 100 000 ducats pour être agrégés à la noblesse vénitienne.

## Armes
Armes : Coupé de sable et d'argent avec deux C en lettre romaine de l'un et de l'autre.